# Zahiriddin Nasr Muhammad Aufi
Zahiriddin Nasr Muhammad Aufi (* um 1175 in Buchara; † um 1230 in Delhi) war ein persischer Historiker und Schriftsteller. In Oman, Kenia, Saudi-Arabien und Bahrain leben heute noch Familien, die ihre Abstammung von ihm herleiten.

## Namensbestimmung
Der Name Aufis ist in verschiedenen Varianten überliefert. In der englischen und französischen Sekundärliteratur wird er Zahiriddin Nasr Muhammad Aufi genannt, aber auch Muhammad 'Awfi. Der persische Name wird mit Sadiduddin Muhammad Aufi (سدید الدین محمد عوفی) angegeben. Zu finden ist ebenfalls Mohammad ben Mohammad Aufi, Dschemalledin Muhammad el-Aufi und Sadid ad-Did Muhammad al-Aufi al-Buhari.

## Leben
Aufi wurde während der Blütezeit des Islam in Buchara geboren und verbrachte viele Jahre auf Reisen, die er für Forschung und Lehre nutzte. Stationen seiner Reisen waren Chorasan, Choresmien, Samarkand, Merw, Nischapur, Sistan und Ghazni. Schließlich soll er wegen des Mongolensturms nach Indien geflüchtet sein. Dort habe er am Hof des Fürsten von Sindh, Sultan Qubaca, Aufnahme gefunden. Nachdem Qubaca 1228 von Iltutmysh besiegt worden war, diente Aufi bis zu seinem Tod dem neuen Machthaber.

## Werke
Von Aufis Werken sind heute nur zwei erhalten: Das Lubabu'l-Albab (Die Quintessenz des Herzens) und Djawami' u'l-Hikayat (Geschichtensammlung). Von zwei weiteren Werken wissen wir, weil sie anderweitig erwähnt werden. Dabei handelte es sich um eine Geschichte turkestanischer Fürsten und um ein Buch über die Eigenschaften der Dinge. Von einem fünften Werk, des Madayih al-Sultan, sind Fragmente erhalten.
Als wichtigstes Werk Aufis wird heute Lubabu'l-Albab angesehen, eine Sammlung von ca. 300 Dichterbiographien. Gegliedert ist das Buch nach den ursprünglichen Berufen der jeweiligen Dichter. Es dient heute noch als historische Quelle, obwohl sein Nutzwert wegen stilistischer und struktureller Mängel auch kritisch betrachtet wird. Das Buch wurde 1221 fertiggestellt und war Wesir Nasiriddin Ghobajeh (ناصر الدین قباجه) gewidmet, der Fürst Qubaca diente. Im Buch findet man auch die erste Erwähnung eines Kompasses in der islamischen Literatur. Bei seinem zweiten großen Werk, dem Djawami' u'l-Hikayat, handelt es sich um eine Sammlung von 2113 Anekdoten. Es liefert eine Fülle von Informationen von der mythischen Zeit bis zur Herrschaft des abbasidischen Kalifen Al-Mustansir. Unter unzähligen anderen findet man dort die Beschreibung von Elefanten und merkwürdigen Vögeln. Aufi behandelt auch die medizinische Verwendung von Tierorganen und zitiert in diesem Zusammenhang Dioskurides. Das älteste heute noch erhaltene Manuskript liegt in der französischen Nationalbibliothek und stammt aus dem Jahre 1232.